# لوسی گابریاگ
لوسی گابریاگ (فرانسوی: Louis Gabrillargues‎؛ ۱۶ ژوئن ۱۹۱۴ – ۱۹۹۴) بازیکن و و مربی فوتبال اهل فرانسه بود.
از باشگاه‌هایی که در آن بازی کرده‌است می‌توان به باشگاه فوتبال سوشو، باشگاه فوتبال نیم المپیک، و باشگاه فوتبال نیم المپیک، اشاره کرد.
وی همچنین در تیم ملی فوتبال فرانسه بازی کرده‌است.